# Muhàmmad ibn Abd-al-Mumin
Muhàmmad ibn Abd-al-Mumin (àrab: محمد بن عبد المؤمن, Muḥammad b. ʿAbd al-Muʾmin) fou el segon sobirà dels almohades de la dinastia mumínida, tot i que no és inclòs a les llistes oficials.
El 1154 Muhàmmad ibn Abd-al-Mumin fou proclamat hereu pel seu pare Abd-al-Mumin ibn Alí. Quan aquest va morir, el 1163, fou proclamat sobirà (probablement amir al-muminín) i va regnar un dos mesos, però el visir Úmar ibn Abd-al-Mumin va declarar que quatre dies abans de morir, Abd-al-Mumin li havia ordenat desheretat a Muhàmmad, suprimir el seu nom de la khutba (sermó de l'oració del divendres) i, ja al llit de mort, havia designat hereu a un altre fill, Abu-Yaqub Yússuf. Úmar va fer venir a aquest des de Sevilla, on era governador des de 1157, i el va fer proclamar amb el suport dels xeics i l'exèrcit en un autèntic cop d'estat.